# Cantonul Auxerre-Nord
Cantonul Auxerre-Nord este un canton din arondismentul Auxerre, departamentul Yonne, regiunea Burgundia, Franța.

## Comune
- Appoigny
- Auxerre (parțial, reședință)
- Charbuy
- Monéteau (parțial)
- Perrigny